# Инжењер-генерал
Инжењер-генерал (рус. инженер-генерал) је био војно-технички и војни чин II класе у Табели рангова Руске Империје.
Чин је увео император Павле I Петрович 29. новембра 1796, а замијенио је дотадашњи чин генерал-аншефа.
Обраћало му се са „Ваше високопревасходство“.
Инжењер-генерал је по дужности могао бити генерал-инспектор инжењерске јединице, замјеник генерал-инспектора инжењерске јединице, инспектор цијелог Инжењерског департмана, директор Инжењерског департмана, командујући армијског одреда, инспектор инжењерске јединице при Штабу врховног главнокомандујућег, начелник инжењера фронта, члан Инжењерског комитета Војног министарства, професор Николајевске инжењерске академије. У пракси, инжењер-генерали су руководили инжењеријом, а некада су као пуни генерали командовали војним формацијама.
Чин је укинут декретом Совјета народних комесара 16. новембра 1917. године.